# 大場啓二
大場 啓二（おおば けいじ、1923年（大正12年）2月10日 - 2011年（平成23年）9月1日）は、日本の政治家。東京都世田谷区長（7期）、特別区長会会長を務めた。

## 人物
現在の山形県最上郡舟形町出身。1940年、東京市経済局に入局。同局に在籍しながら日本大学法学部を卒業した。1943年に世田谷区役所に配属され、農務係長、広報係長、区議会事務局長を歴任した。
1975年、東京都の特別区において区長の公選選挙が復活。社会・共産・民社3党の推薦と公明党の支持を受け、世田谷区長選挙に立候補。自民党推薦の前選任区長の佐野保房、諸派の高田巖を破り初当選した（大場：129,894票、佐野：123,803票、高田：4,231票）。
1979年の世田谷区長選挙では前回の非自民4党に加え、自民・社民連・新自由クラブ3党を加えた7党から推薦を受け、事実上のオール与党体制で再選。1995年、特別区長会会長。1999年の区長選挙では政党の推薦や支援を得られなかったものの、自民・自由2党が推薦する元東京都議会議員の熊本哲之、民主党が推薦する元区総務部長の清水潤三、公認会計士・税理士で元区議会議員の鈴木義浩、共産党が推薦する日本平和委員会代表理事の宇藤義隆を破り7選。
2003年の区長選に立候補せず、政界から引退。同年、舟形町名誉町民名誉町民2004年、世田谷区名誉区民に選ばれ、秋の叙勲で旭日中綬章受章。
2011年9月1日、肝臓癌のため世田谷区粕谷の自宅で死去、88歳没。死没日をもって従四位に叙される。
没後の2012年、群馬県利根郡川場村の名誉村民に選ばれる。

## 著書
- まちづくり最前線 - 巨大都市世田谷から（日本経済評論社、1985年）
- 手づくりまちづくり（ダイヤモンド社、1990年）

## テレビ出演
- 笑っていいとも!（1985年12月18日、フジテレビ系、テレフォンショッキング出演）
- タモリ倶楽部「世田谷区横断ウルトラクイズ」（1987年、テレビ朝日、ゲスト出演）
- 男が泣かない夜はない（1987年、フジテレビ、ゲスト出演）